# Río Rosario (Bahía Inútil)
El río Rosario es un curso natural de agua que desemboca en la costa norte de bahía Inútil en isla Grande de Tierra del Fuego.

## Historia
Luis Risopatrón lo describe brevemente en su Diccionario Jeográfico de Chile de 1924:: 780 
Rosario (Rio) 53° 25' 70° 11' Es de corto curso, lleva oro en sus arenas, corre hacia el S E en una quebrada honda i escabrosa, con grandes piedras i se vácia en la caleta de Rio Rosario, de la costa NW de la bahía Inútil. 151, viii croquis de Popper (1887); i 156; i Ossa en 1, xi, p. 258 i carta de Bertrand (1885); i 81, p. 8 i 9.